# Jim Johnston
Jim Johnston (* 19. Juni 1952 in Pocahontas, Arkansas; eigentlich James Alan Johnson) ist ein US-amerikanischer Musiker und Komponist. Er schrieb über drei Jahrzehnte lang die Musik für das Wrestling-Unternehmen WWE.

## Leben
Johnson studierte Musik und Design am Hampshire College. Nach dem Studium begann er zunächst für Zeichentrickfilme und Wirtschaftsfilme zu komponieren. So fand er eine Anstellung bei verschiedenen Fernsehsendern, darunter Home Box Office und Showtime. Mitte der 1980er lebte er in Connecticut und lernte dort Brian Penry, den Artdirector der World Wrestling Federation (WWF) kennen. Er war eigentlich kein Wrestling-Fan, ließ sich aber von Penry für WWF anwerben und begann Einzugsmusiken für verschiedene Wrestler zu schreiben.
Ab Mitte der 1990er erschienen zahlreiche Alben mit von Jim Johnston komponierten Songs. Das erste wurde WWF Full Metal: The Album (1995). WWF The Music Vol. 3 (1998) erreichte in den Vereinigten Staaten eine Platin-Schallplatte für mehr als eine Million verkaufte Alben. Der Nachfolger Vol. 4 (1999) erreichte in den kanadischen Charts Platz fünf und verkaufte ebenfalls mehr als eine Million Exemplare. Im Anschluss arbeitete er mit Hip-Hop- und Rockmusikern aus dem Mainstream zusammen, darunter Motörhead und Slick Rick, die auf Vol. 5 vertreten waren. Das Album erreichte Platz 2 der Billboard 200.
2013 gelang ihm mit ChaChaLaLa der Einzugsmusik des Wrestlers Fandango, der Einzug in die britischen Single-Charts auf Platz 44.
Neben den mehr als 10.000 Kompositionen für WWE war er auch an verschiedenen Filmprojekten der WWE Studios wie The Chaperone – Der etwas andere Aufpasser (2011), That's What I Am (2011) und The Reunion (2011) beteiligt. Des Weiteren schrieb er für die World Bodybuilding Federation (WBF) und die XFL (2001).
Er war auch mehrmals im Fernsehen zu sehen, wenn auch meist inkognito. So spielte er 1991 in der Royal Albert Hall verkleidet als eine Art Phantom der Oper an einer Orgel die Einzugsmusik für The Undertaker. Bei der VHS-Version des Albums Piledriver: The Wrestling Album II (1987) stellte er das Video zu Girls in Cars vor, der Einzugsmusik, die er für Robbie Dupree schrieb. 1995 trat er mit der RAW Band live auf. Zudem war er bei WrestleMania XIV (1998) und den SummerSlams 1998 sowie 1999 als Teil der Band von D-Generation X zu sehen. In der Filmdokumentation Beyond the Mat (1999) sprach er über die Einzugsmusik von Vader. Er war außerdem in mehreren von WWE produzierten Dokumentationen zu sehen. 2014 bekam er mit Signature Sounds: The Music of WWE auch seine eigene.
Am 30. November 2017 gab WWE überraschend bekannt, sich nach 32 Jahren von Johnston zu trennen. Seine Nachfolge trat das Duo CFO$, bestehend aus Paul Alicastro und Michael Conrad Lauri, an, die seit 2012 ebenfalls für WWE arbeiteten.

## Auszeichnungen
| Jahr | Resultat | Award           | ausgezeichnet für |
| ---- | -------- | --------------- | ----------------- |
| 2002 | Gewonnen | BMI Cable Award | Raw               |
| 2003 | Gewonnen | BMI Cable Award | Raw               |
| 2004 | Gewonnen | BMI Cable Award | Raw               |
| 2008 | Gewonnen | BMI Cable Award | Raw               |
| 2013 | Gewonnen | BMI Cable Award | Raw               |